# Józef Piechowski
Józef Piechowski herbu Leliwa – komornik litewski w 1769 roku, szambelan królewski w latach 1775-1791.
Poseł na sejm 1778 roku z województwa inflanckiego.